# Lordat
Pour les articles homonymes, voir Lordat (homonymie).
Lordat est une commune française située dans le sud-est du département de l'Ariège, en région Occitanie. Sur le plan historique et culturel, la commune fait partie du pays du Sabarthès, structuré par la haute vallée de l'Ariège en amont du pays de Foix avec Tarascon-sur-Ariège comme ville principale.
Exposée à un climat océanique altéré, elle est drainée par le ruisseau d'axiat et par divers autres petits cours d'eau. La commune possède un patrimoine naturel remarquable composé de cinq zones naturelles d'intérêt écologique, faunistique et floristique.
Lordat est une commune rurale qui compte 63 habitants en 2022, après avoir connu un pic de population de 301 habitants en 1846. Ses habitants sont appelés les Lordatois ou Lordatoises.
La localité doit une bonne part de sa notoriété aux vestiges de son château, classé au titre des monuments historiques en 1923, dont la position sur un éperon rocheux offre un large panorama sur le terroir historique du Sabarthès, en haute vallée de l'Ariège.

## Cartographie
1. Carte dynamique
2. Carte Openstreetmap
3. Carte topographique
4. Carte avec les communes environnantes

La commune de Lordat se trouve dans le département de l'Ariège, en région Occitanie.
Elle se situe à 24 km à vol d'oiseau de Foix, préfecture du département, et à 10 km d'Ax-les-Thermes, bureau centralisateur du canton de Haute-Ariège dont dépend la commune depuis 2015 pour les élections départementales.
La commune fait en outre partie du bassin de vie d'Ax-les-Thermes.
Les communes les plus proches sont : 
Vernaux (0,7 km), Axiat (1,0 km), Garanou (1,1 km), Lassur (1,4 km), Urs (1,5 km), Luzenac (1,7 km), Appy (2,2 km), Vèbre (2,4 km).
Sur le plan historique et culturel, Lordat fait partie du pays du Sabarthès, structuré par la haute vallée de l'Ariège en amont du pays de Foix avec Tarascon-sur-Ariège comme ville principale.
Les communes limitrophes sont Axiat, Bestiac, Garanou, Montségur, Prades, Urs et Vernaux.
|                 | Montségur | Prades  |
| Axiat           | Lordat    | Bestiac |
| Urs (sur 100 m) | Garanou   | Vernaux |

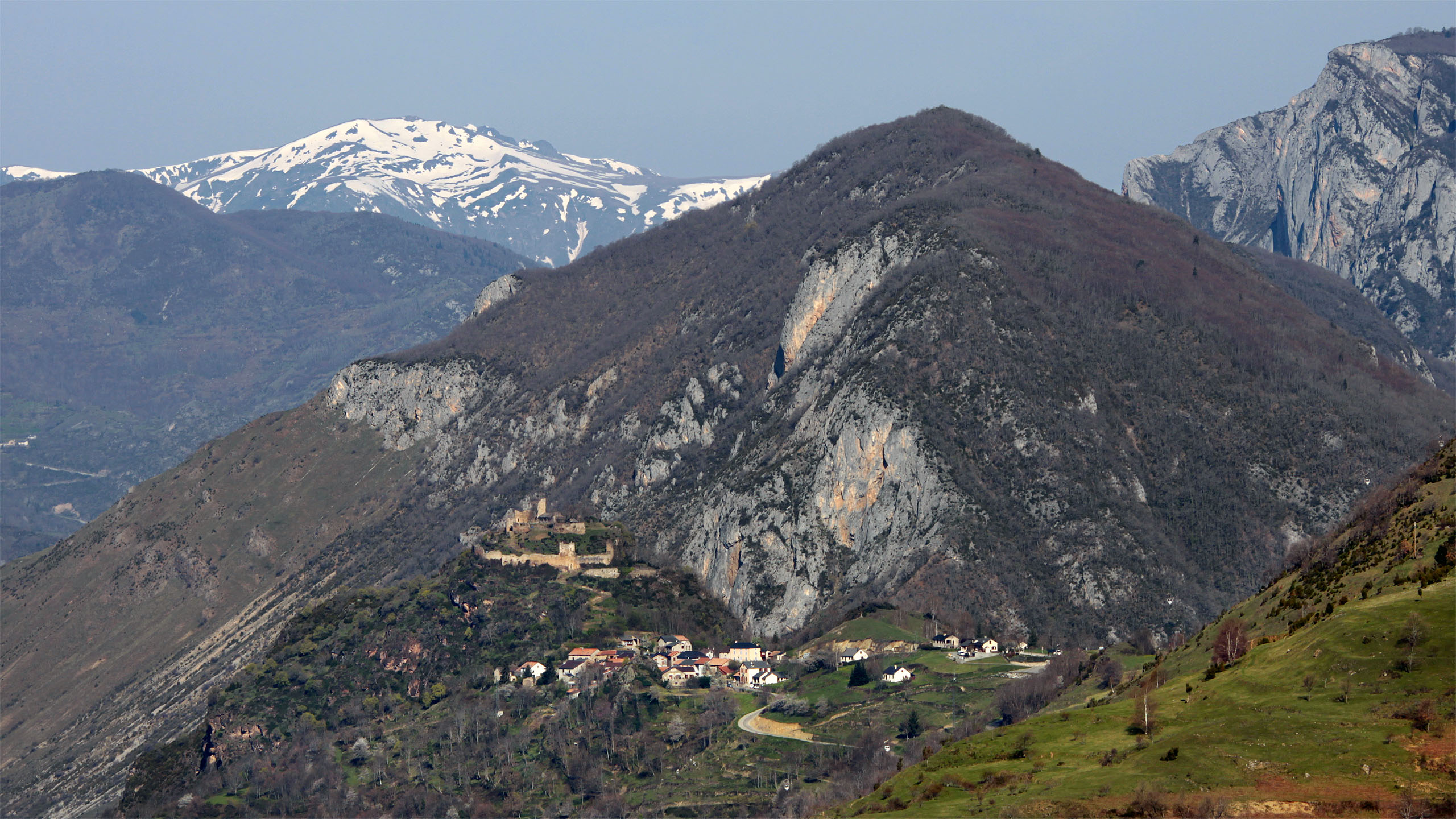
Vue générale.

Lordat est une commune des Pyrénées située dans les massif de Tabe près de Luzenac.

### Géologie et relief
La commune est située dans les Pyrénées, une chaîne montagneuse jeune, érigée durant l'ère tertiaire (il y a 40 millions d'années environ), en même temps que les Alpes. Les terrains affleurants sur le territoire communal sont constitués de roches pour partie sédimentaires et pour partie métamorphiques datant pour certaines du Paléozoïque, une ère géologique qui s'étend de −541 à −252,2 Ma (millions d'années), et pour d'autres du Protérozoïque, le dernier éon du Précambrien sur l’échelle des temps géologiques. La structure détaillée des couches affleurantes est décrite dans la feuille « n°1087 - Vicdessos » de la carte géologique harmonisée au 1/50 000ème du département de l'Ariège, et sa notice associée.
La superficie cadastrale de la commune publiée par l’Insee, qui sert de références dans toutes les statistiques, est de 7,37 km2,. La superficie géographique, issue de la BD Topo, composante du Référentiel à grande échelle produit par l'IGN, est quant à elle de 7,51 km2. Son relief est particulièrement escarpé puisque la dénivelée maximale atteint 1 641 mètres. L'altitude du territoire varie entre 680 m et 2 321 m.

### Hydrographie

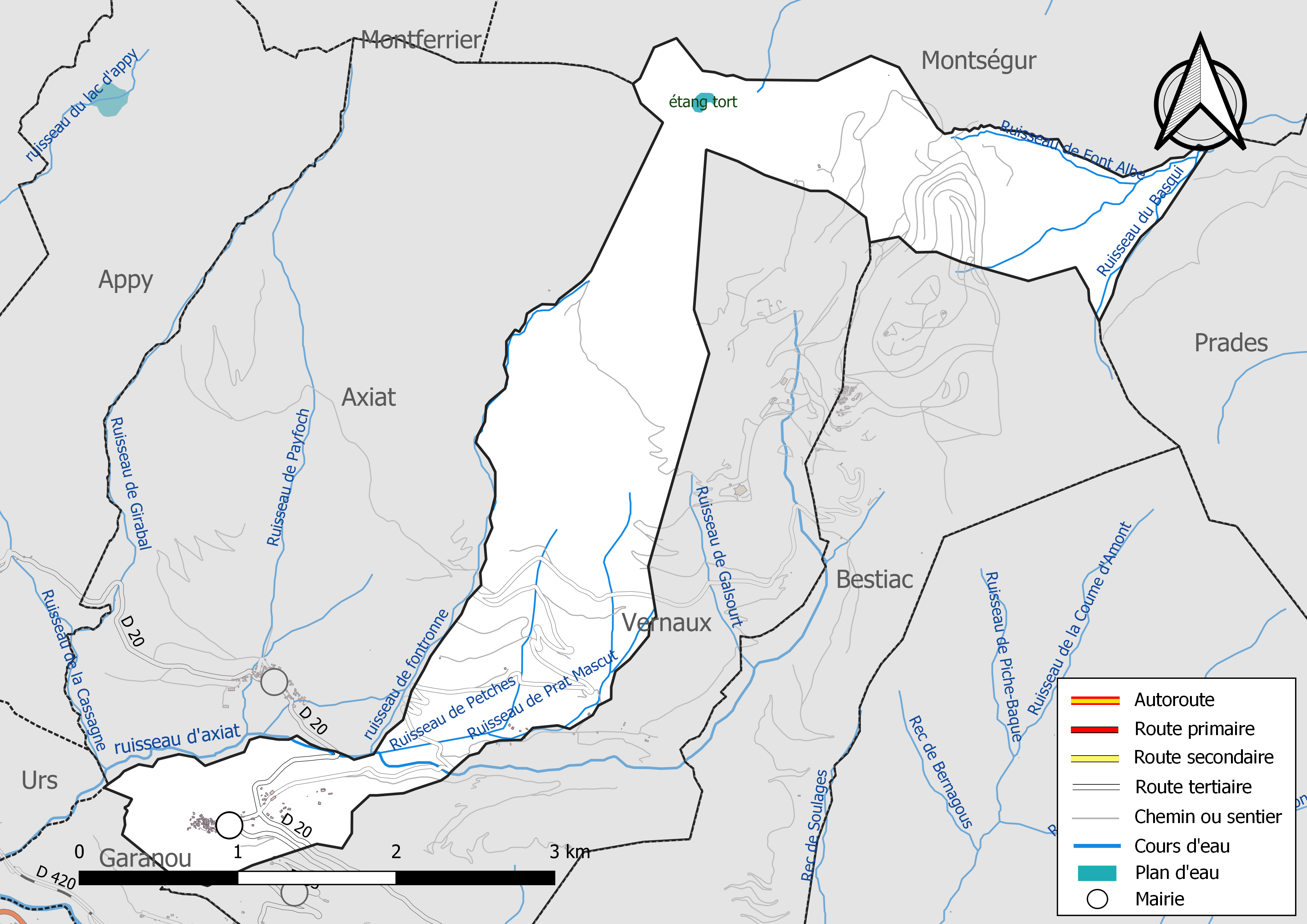
Réseaux hydrographique et routier de Lordat.

La commune est dans le bassin versant de la Garonne, au sein du bassin hydrographique Adour-Garonne. Elle est drainée par le ruisseau d'axiat, Ancien Canal des Moulins, le ruisseau de Font Albe, le ruisseau de Font Frède, le ruisseau de fontronne, le ruisseau de la Cassagne, le ruisseau de Petches, le ruisseau de Prat Mascut, le ruisseau du Basqui et par deux petits cours d'eau, constituant un réseau hydrographique de 12 km de longueur totale,.

### Climat
Pour des articles plus généraux, voir Climat de l'Occitanie et Climat de l'Ariège.
En 2010, le climat de la commune est de type climat océanique altéré, selon une étude s'appuyant sur une série de données couvrant la période 1971-2000. En 2020, Météo-France publie une typologie des climats de la France métropolitaine dans laquelle la commune est exposée à un climat de montagne et est dans la région climatique Pyrénées centrales, caractérisée par une pluviométrie annuelle de 1 000 à 1 200 mm.
Pour la période 1971-2000, la température annuelle moyenne est de 10,3 °C, avec une amplitude thermique annuelle de 14,8 °C. Le cumul annuel moyen de précipitations est de 847 mm, avec 8,7 jours de précipitations en janvier et 7,5 jours en juillet. Pour la période 1991-2020, la température moyenne annuelle observée sur la station météorologique la plus proche, située sur la commune d'Aston à 6 km à vol d'oiseau, est de 5,9 °C et le cumul annuel moyen de précipitations est de 1 103,9 mm,. Pour l'avenir, les paramètres climatiques de la commune estimés pour 2050 selon différents scénarios d'émission de gaz à effet de serre sont consultables sur un site dédié publié par Météo-France en novembre 2022.

### Milieux naturels et biodiversité
L'inventaire des zones naturelles d'intérêt écologique, faunistique et floristique (ZNIEFF) a pour objectif de réaliser une couverture des zones les plus intéressantes sur le plan écologique, essentiellement dans la perspective d’améliorer la connaissance du patrimoine naturel national et de fournir aux différents décideurs un outil d'aide à la prise en compte de l'environnement dans l'aménagement du territoire.
Trois ZNIEFF de type 1 sont recensées sur la commune :
- le « massif de Tabe - Saint-Barthélemy » (15 185 ha), couvrant 20 communes du département[23] ;
- les « montagnes de Belesta, de la Frau, de l'Ordat et de Prades » (14 014 ha), couvrant 32 communes dont 28 dans l'Ariège et 4 dans l'Aude[24] ;
- les « quiès calcaires d'Albiès à Caussou » (1 328 ha), couvrant 14 communes du département[25] ;

et deux ZNIEFF de type 2, : 
- les « montagnes d'Olmes » (31 924 ha), couvrant 33 communes dont 31 dans l'Ariège et 2 dans l'Aude[26] ;
- les « parois calcaires et quiès de la haute vallée de l'Ariège » (9 891 ha), couvrant 40 communes du département[27].

Carte des ZNIEFF de type 1 et 2 à Lordat.
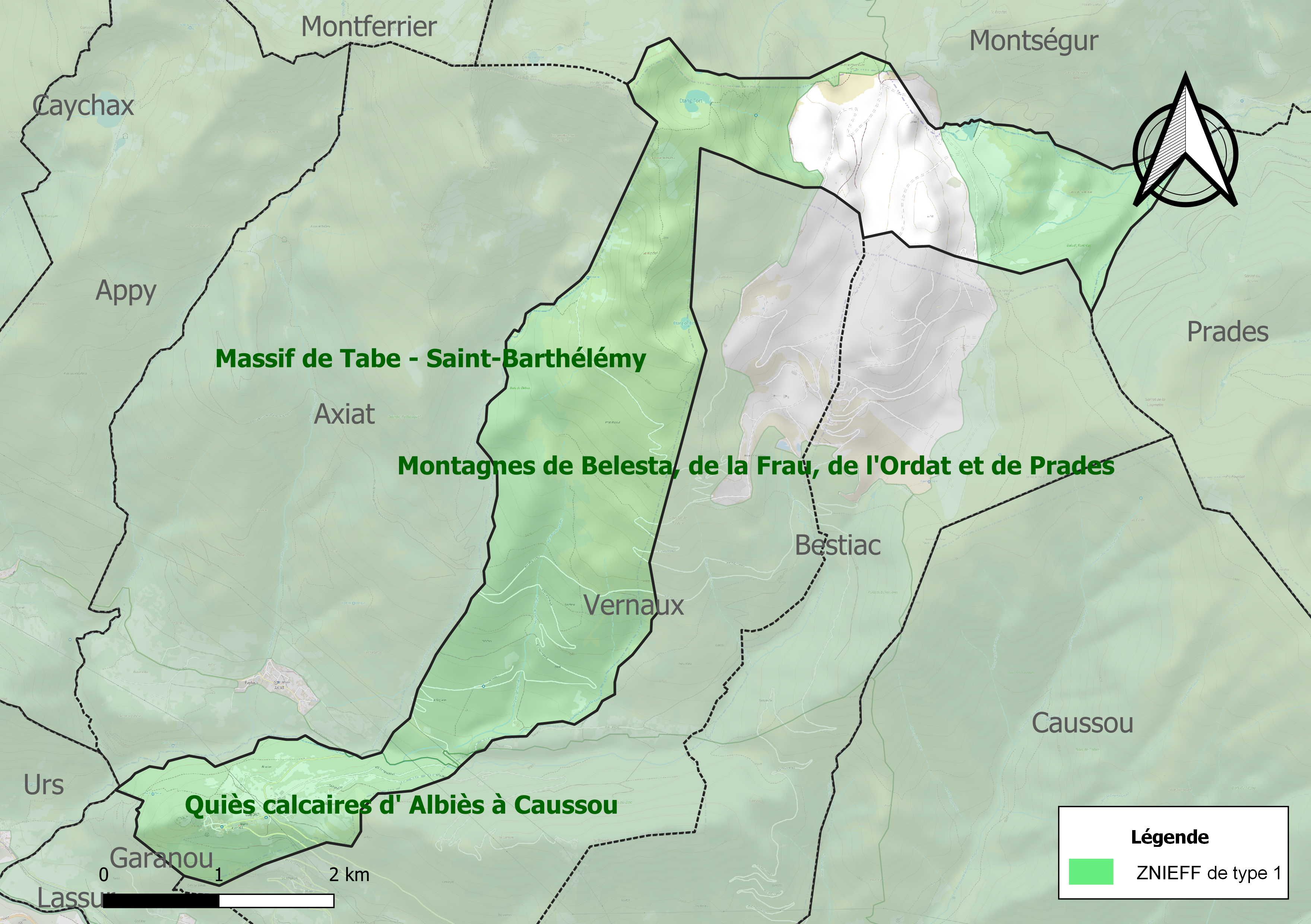
Carte des ZNIEFF de type 1 sur la commune.
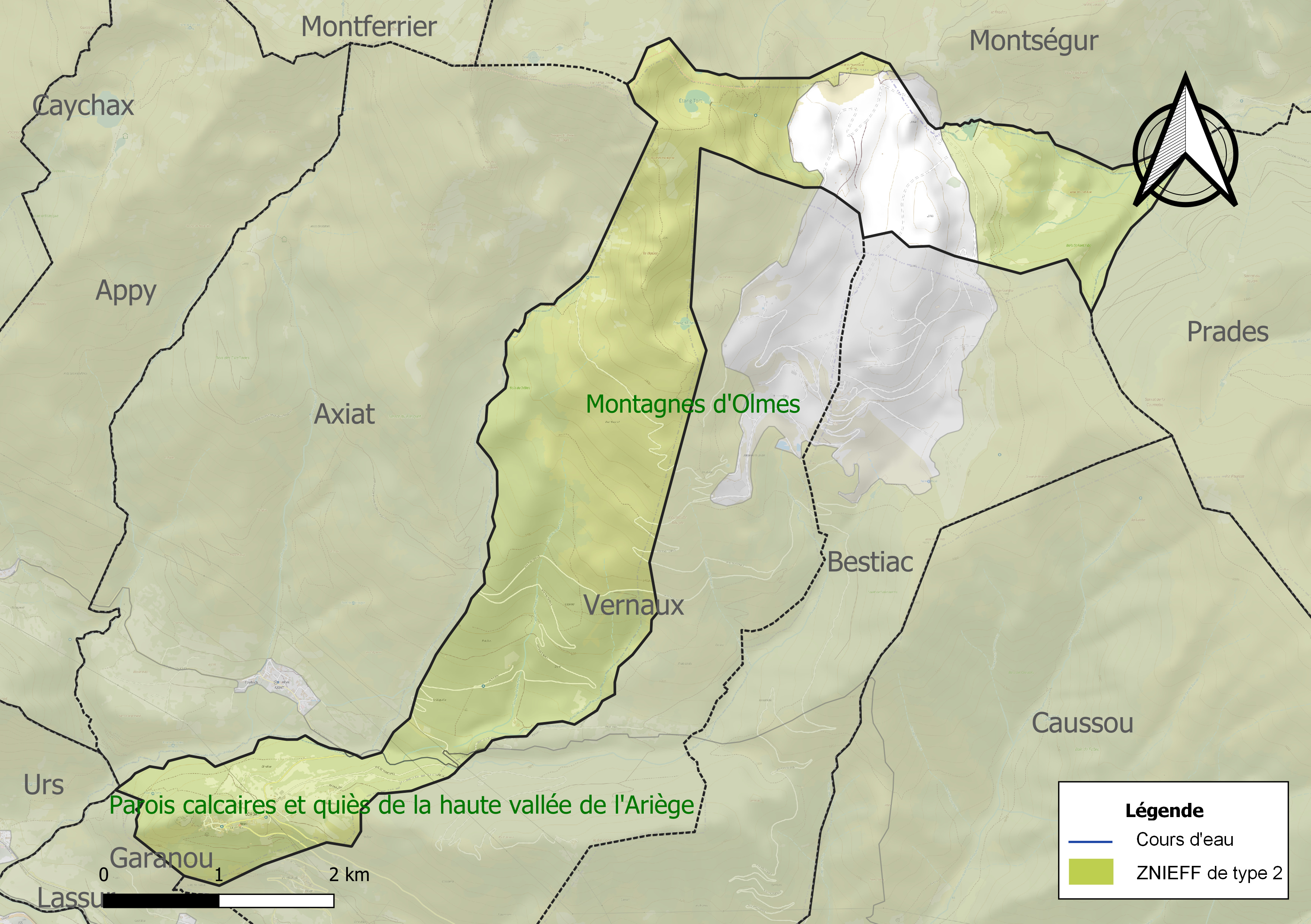
Carte des ZNIEFF de type 2 sur la commune.

## Urbanisme

### Typologie
Au 1er janvier 2024, Lordat est catégorisée commune rurale à habitat dispersé, selon la nouvelle grille communale de densité à 7 niveaux définie par l'Insee en 2022.
Elle est située hors unité urbaine et hors attraction des villes,.

### Occupation des sols
L'occupation des sols de la commune, telle qu'elle ressort de la base de données européenne d’occupation biophysique des sols Corine Land Cover (CLC), est marquée par l'importance des forêts et milieux semi-naturels (81,5 % en 2018), en diminution par rapport à 1990 (84,3 %). La répartition détaillée en 2018 est la suivante : milieux à végétation arbustive et/ou herbacée (44,6 %), forêts (36,9 %), mines, décharges et chantiers (16 %), prairies (1,9 %), zones agricoles hétérogènes (0,6 %). L'évolution de l’occupation des sols de la commune et de ses infrastructures peut être observée sur les différentes représentations cartographiques du territoire : la carte de Cassini (XVIIIe siècle), la carte d'état-major (1820-1866) et les cartes ou photos aériennes de l'IGN pour la période actuelle (1950 à aujourd'hui).

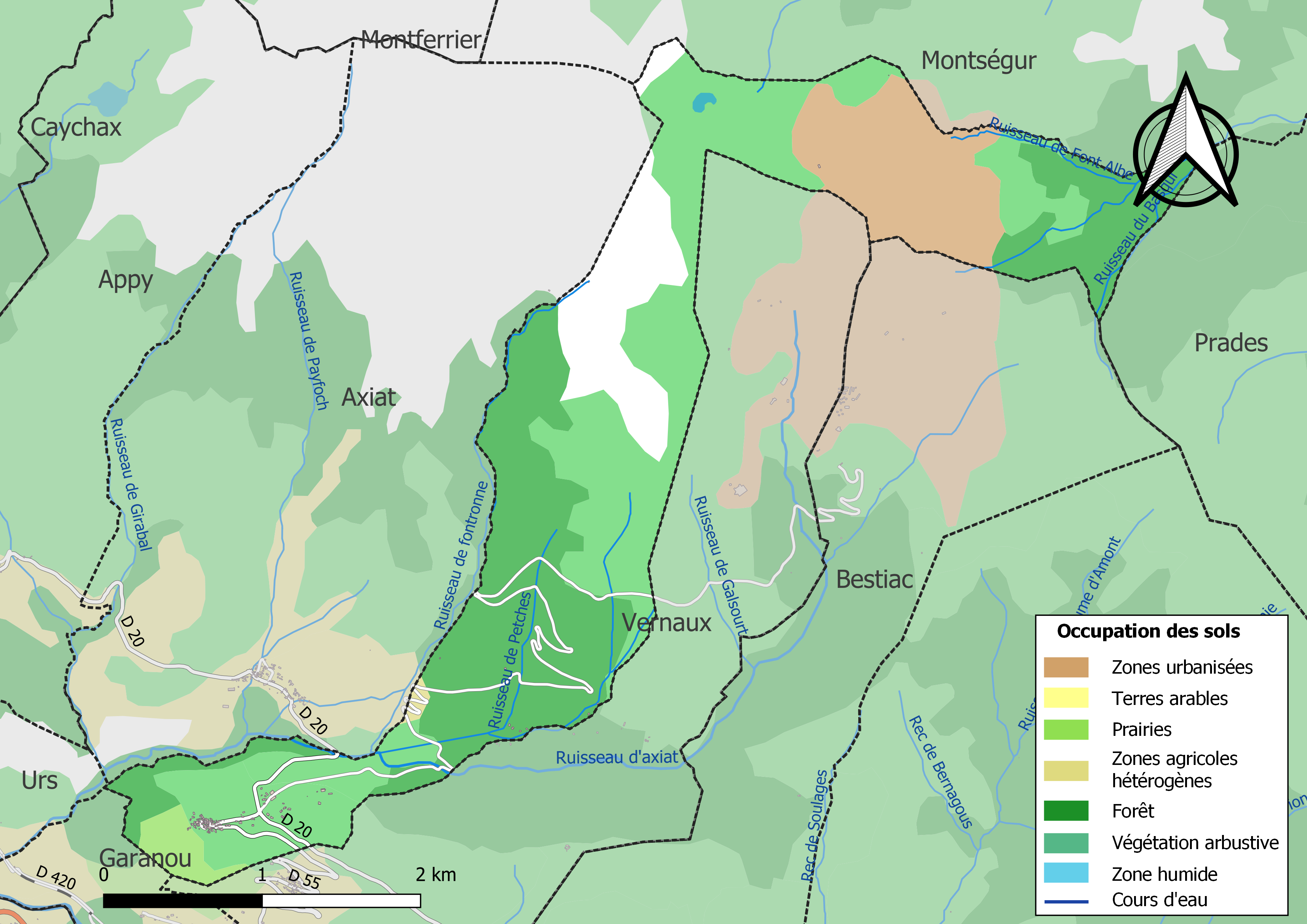
Carte des infrastructures et de l'occupation des sols de la commune en 2018 (CLC).

### Habitat et logement
En 2018, le nombre total de logements dans la commune était de 118, alors qu'il était de 106 en 2013 et de 96 en 2008.
Parmi ces logements, 86,3 % étaient des résidences principales, 4,3 % des résidences secondaires et 9,4 % des logements vacants. Ces logements étaient pour 97,4 % d'entre eux des maisons individuelles et pour 0,9 % des appartements.
Le tableau ci-dessous présente la typologie des logements à Lissac en 2018 en comparaison avec celle de l'Ariège et de la France entière. Une caractéristique marquante du parc de logements est ainsi une proportion de résidences secondaires et logements occasionnels (4,3 %) inférieure à celle du département (24,6 %) mais supérieure à celle de la France entière (9,7 %). Concernant le statut d'occupation de ces logements, 81 % des habitants de la commune sont propriétaires de leur logement (88,5 % en 2013), contre 66,3 % pour l'Ariège et 57,5 % pour la France entière.
| Typologie                                               | Lissac | Ariège | France entière |
| ------------------------------------------------------- | ------ | ------ | -------------- |
| Résidences principales (en %)                           | 86,3   | 65,7   | 82,1           |
| Résidences secondaires et logements occasionnels (en %) | 4,3    | 24,6   | 9,7            |
| Logements vacants (en %)                                | 9,4    | 9,7    | 8,2            |

### Risques majeurs
Le territoire de la commune de Lordat est vulnérable à différents aléas naturels : inondations, climatiques (grand froid ou canicule), feux de forêts, mouvements de terrains, avalanche  et séisme (sismicité modérée). Il est également exposé à un risque particulier, le risque radon,.

#### Risques naturels

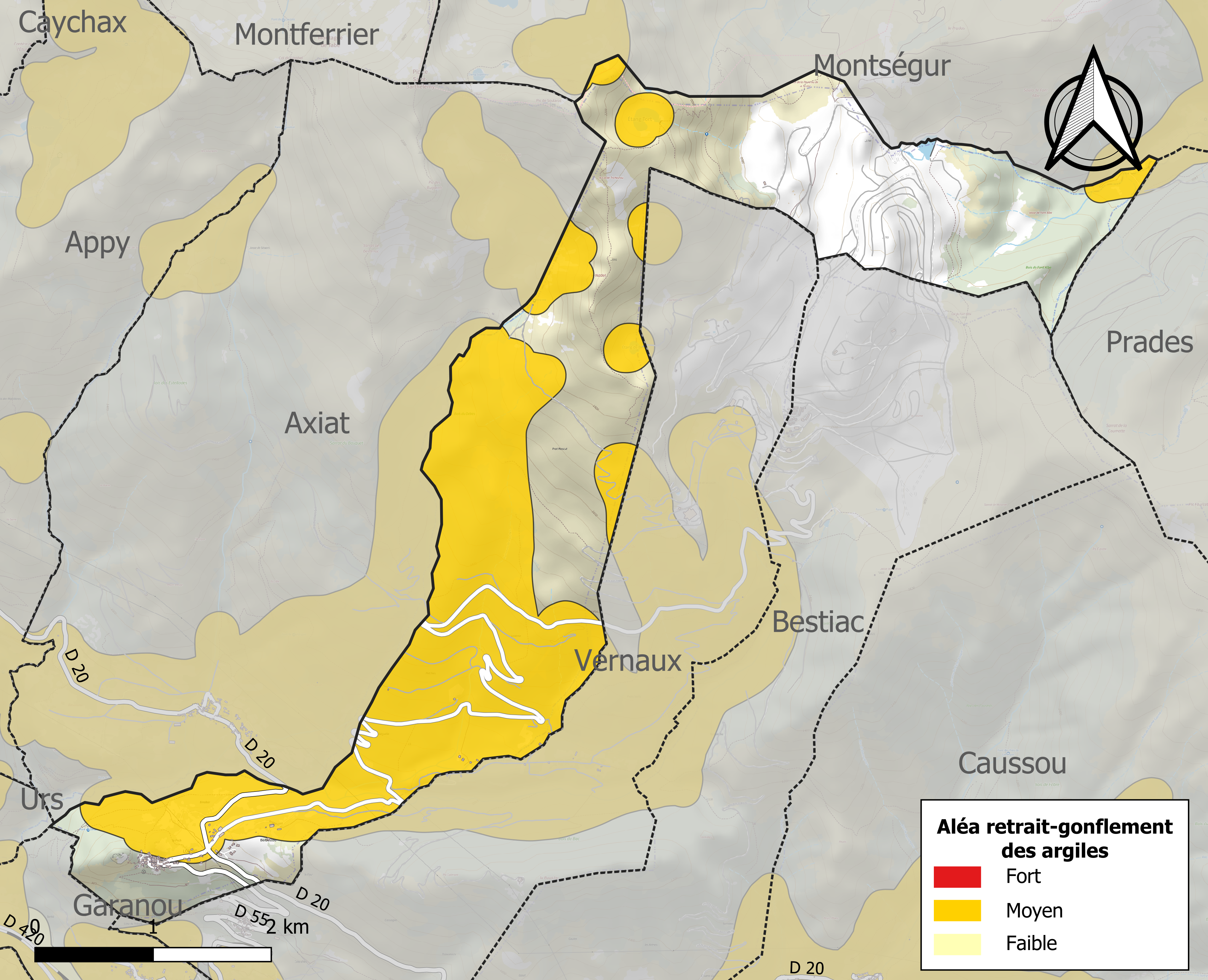
Zonage de l'aléa retrait-gonflement des argiles sur la commune de Lordat.

Certaines parties du territoire communal sont susceptibles d’être affectées par le risque d’inondation par crue torrentielle d'un cours d'eau, ou ruissellement d'un versant.
Les mouvements de terrains susceptibles de se produire sur la commune sont soit des chutes de blocs, soit des glissements de terrains, soit des mouvements liés au retrait-gonflement des argiles. Près de 50 % de la superficie du département est concernée par l'aléa retrait-gonflement des argiles, dont la commune de Lordat. L'inventaire national des cavités souterraines permet par ailleurs de localiser celles situées sur la commune.

#### Risque particulier
Dans plusieurs parties du territoire national, le radon, accumulé dans certains logements ou autres locaux, peut constituer une source significative d’exposition de la population aux rayonnements ionisants. Toutes les communes du département sont concernées par le risque radon à un niveau plus ou moins élevé. Selon la classification de 2018, la commune de Lordat est classée en zone 3, à savoir zone à potentiel radon significatif.

## Histoire

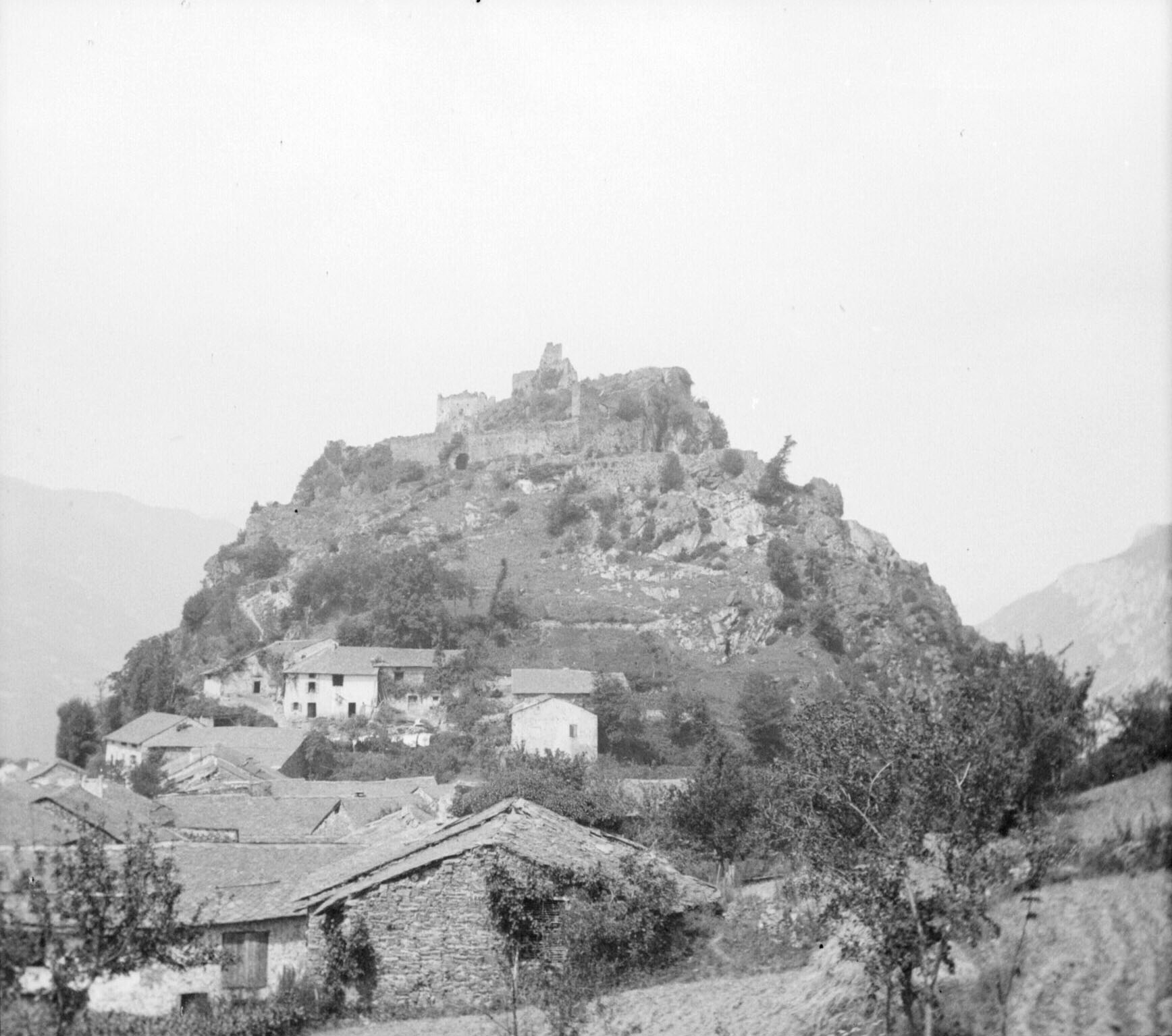
Le village au pied du château en 1901.

Le château de Lordat est l'un des plus anciens (IXe siècle) et des plus vastes châteaux féodaux du comté de Foix. Sur le site ont été découverts des artéfacts celtiques, ainsi que des médailles qui témoignent qu'un castellum était déjà installé sur le piton à l'époque romaine.
À la fin du Moyen Âge, Lordat était un chef-lieu de châtellenie qui comprenait aussi Axiat, Appy, Caychax, Senconac, Albiès, Vèbre, Urs, Lassur, Garanou, Vernaux, Luzenac, Unac et Bestiac.

## Politique et administration

### Découpage territorial
La commune de Lordat est membre de la communauté de communes de la Haute Ariège, un établissement public de coopération intercommunale (EPCI) à fiscalité propre créé le 27 septembre 2016 dont le siège est à Luzenac. Ce dernier est par ailleurs membre d'autres groupements intercommunaux.
Sur le plan administratif, elle est rattachée à l'arrondissement de Foix, au département de l'Ariège, en tant que circonscription administrative de l'État, et à la région Occitanie.
Sur le plan électoral, elle dépend du canton de Haute-Ariège pour l'élection des conseillers départementaux, depuis le redécoupage cantonal de 2014 entré en vigueur en 2015, et de la première circonscription de l'Ariège  pour les élections législatives, depuis le redécoupage électoral de 1986.

### Liste des maires
| Période                                  | Période  | Identité             | Étiquette | Qualité |
| ---------------------------------------- | -------- | -------------------- | --------- | ------- |
| mars 1965                                | 2001     | Marcel Marcaillou    |           |         |
| mars 2001                                | En cours | Christian Marcaillou | DVD       | Artisan |
| Les données manquantes sont à compléter. |          |                      |           |         |

## Démographie
L'évolution du nombre d'habitants est connue à travers les recensements de la population effectués dans la commune depuis 1793. Pour les communes de moins de 10 000 habitants, une enquête de recensement portant sur toute la population est réalisée tous les cinq ans, les populations de référence des années intermédiaires étant quant à elles estimées par interpolation ou extrapolation. Pour la commune, le premier recensement exhaustif entrant dans le cadre du nouveau dispositif a été réalisé en 2007.

En 2022, la commune comptait 63 habitants, en stagnation par rapport à 2016 (Ariège : +1,48 %, France hors Mayotte : +2,11 %).
| 1793 | 1800 | 1806 | 1821 | 1831 | 1836 | 1841 | 1846 | 1851 |
| ---- | ---- | ---- | ---- | ---- | ---- | ---- | ---- | ---- |
| 131  | 198  | 239  | 202  | 255  | 296  | 290  | 301  | 245  |

| 1856 | 1861 | 1866 | 1872 | 1876 | 1881 | 1886 | 1891 | 1896 |
| ---- | ---- | ---- | ---- | ---- | ---- | ---- | ---- | ---- |
| 188  | 179  | 176  | 168  | 173  | 166  | 170  | 173  | 166  |

| 1901 | 1906 | 1911 | 1921 | 1926 | 1931 | 1936 | 1946 | 1954 |
| ---- | ---- | ---- | ---- | ---- | ---- | ---- | ---- | ---- |
| 166  | 154  | 155  | 132  | 110  | 97   | 106  | 101  | 77   |

| 1962 | 1968 | 1975 | 1982 | 1990 | 1999 | 2006 | 2007 | 2012 |
| ---- | ---- | ---- | ---- | ---- | ---- | ---- | ---- | ---- |
| 68   | 56   | 54   | 50   | 41   | 43   | 37   | 36   | 47   |

| 2017 | 2022 | - | - | - | - | - | - | - |
| ---- | ---- | - | - | - | - | - | - | - |
| 68   | 63   | - | - | - | - | - | - | - |

## Économie

### Emploi
| Division       | 2008  | 2013   | 2018   |
| -------------- | ----- | ------ | ------ |
| Commune        | 3,4 % | 7,7 %  | 10,4 % |
| Département    | 8,9 % | 11,1 % | 11,2 % |
| France entière | 8,3 % | 10 %   | 10 %   |

En 2018, la population âgée de 15 à 64 ans s'élève à 49 personnes, parmi lesquelles on compte 75 % d'actifs (64,6 % ayant un emploi et 10,4 % de chômeurs) et 25 % d'inactifs,. En  2018, le taux de chômage communal (au sens du recensement) des 15-64 ans est inférieur à celui du département, mais supérieur à celui de la France, alors qu'en 2008 il était inférieur à celui de la France.
La commune est hors attraction des villes,. Elle compte 8 emplois en 2018, contre 16 en 2013 et 12 en 2008. Le nombre d'actifs ayant un emploi résidant dans la commune est de 32, soit un indicateur de concentration d'emploi de 25 % et un taux d'activité parmi les 15 ans ou plus de 66,1 %.
Sur ces 32 actifs de 15 ans ou plus ayant un emploi, 7 travaillent dans la commune, soit 22 % des habitants. Pour se rendre au travail, 93,7 % des habitants utilisent un véhicule personnel ou de fonction à quatre roues, 6,3 % s'y rendent en deux-roues, à vélo ou à pied.

### Activités hors agriculture
Deux établissements seulement relevant d’une activité hors champ de l’agriculture sont implantés  à Lordat au 31 décembre 2019.
Se situant en partie sur la commune, la Carrière de talc de Trimouns est l'une des plus importantes carrières de talc-chlorite du monde, avec près de 400 000 tonnes de minerais extraits par an.

### Agriculture
|                                   | 1988 | 2000 | 2010 |
| --------------------------------- | ---- | ---- | ---- |
| Exploitations                     | 3    | 2    | 2    |
| Superficie agricole utilisée (ha) | 20   | 227  | 79   |

La commune fait partie de la petite région agricole dénommée « Région pyrénéenne ». En 2010, l'orientation technico-économique de l'agriculture  sur la commune est l'élevage d'ovins et de caprins. Deux exploitations agricoles ayant leur siège dans la commune sont dénombrées lors du recensement agricole de 2010 (trois en 1988). La superficie agricole utilisée est de 79 ha.

## Culture locale et patrimoine

### Lieux et monuments

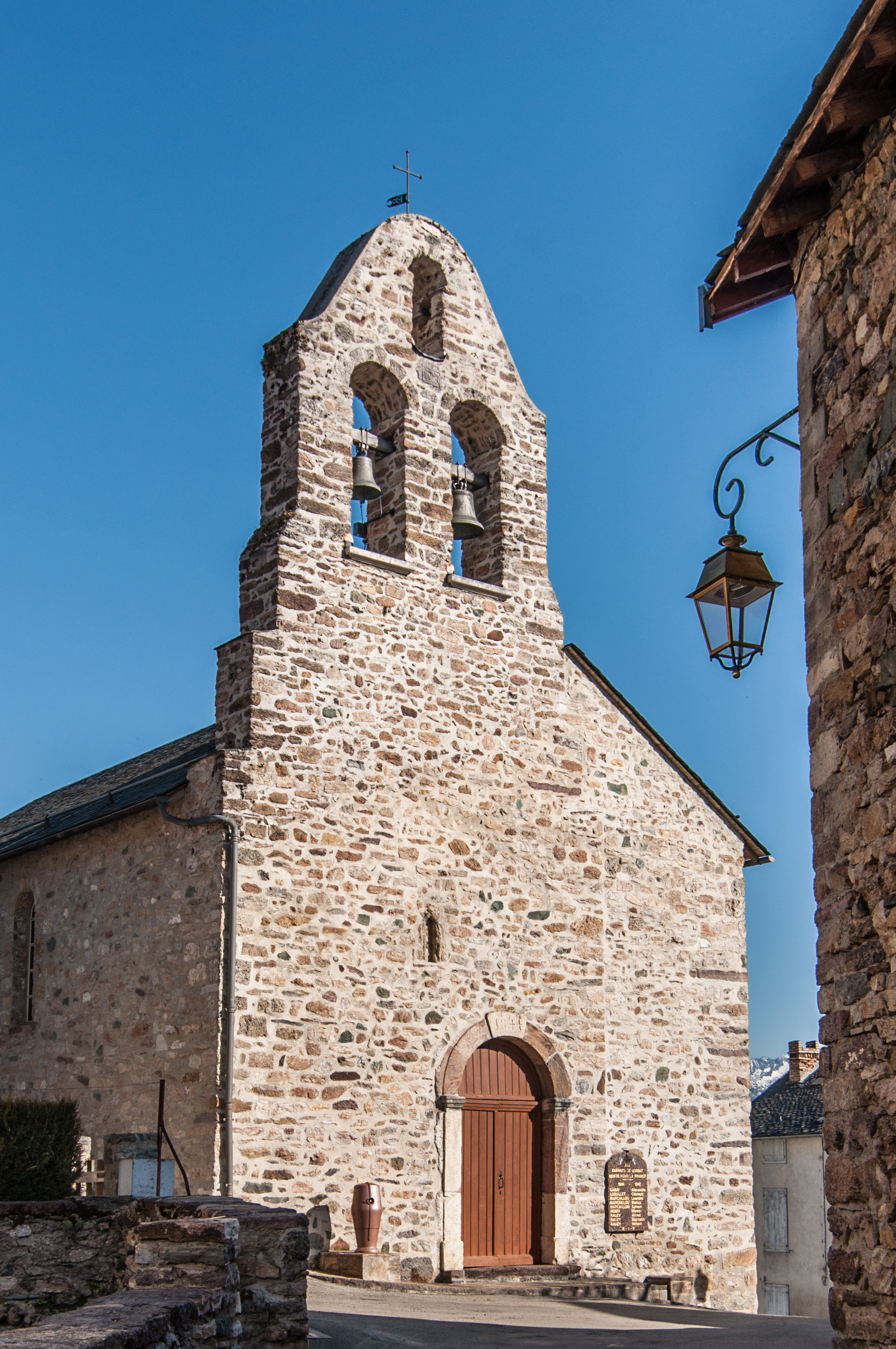
Église Notre-Dame-de-l'Assomption.
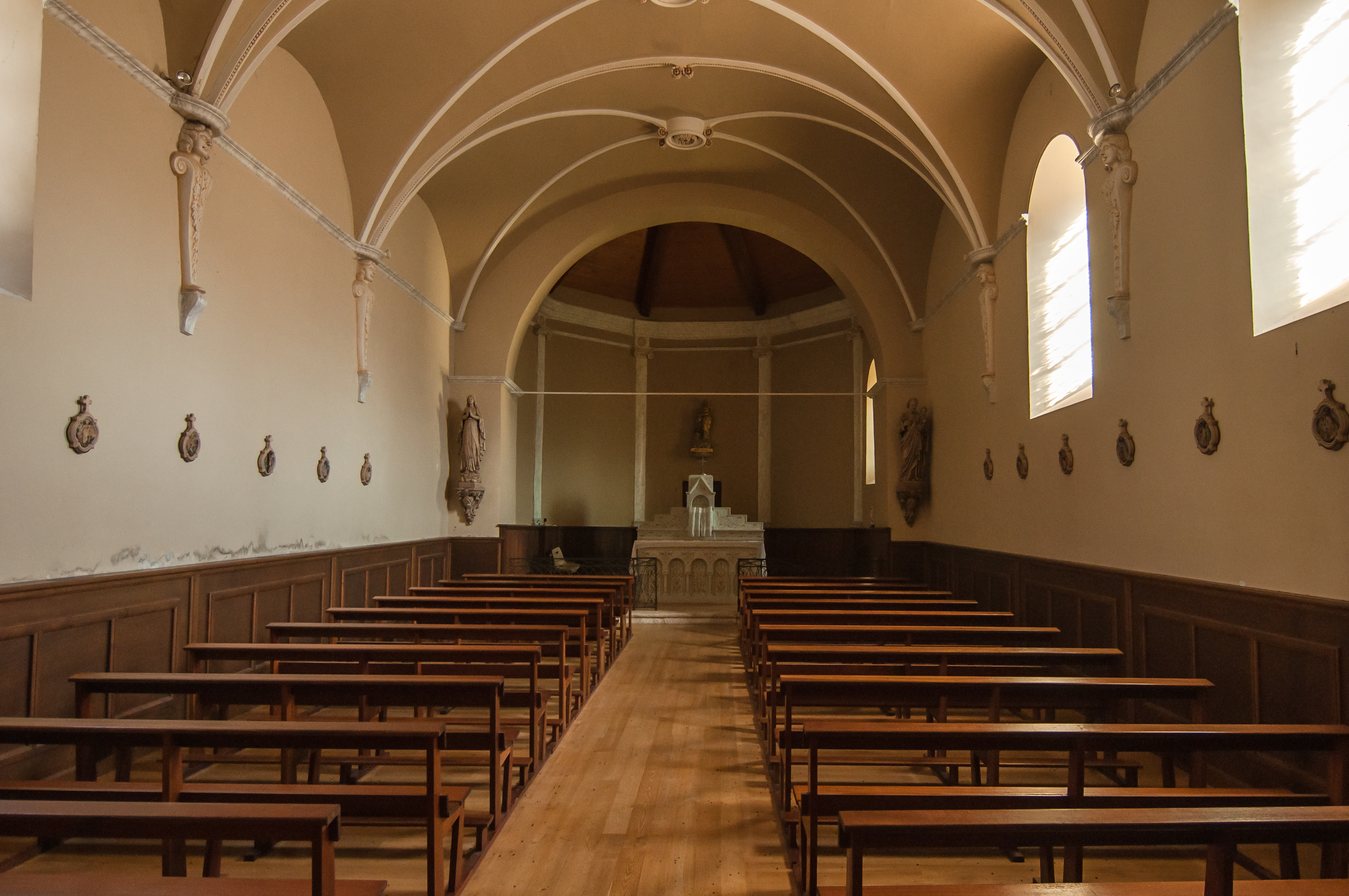
Construit sur un piton rocheux au Xe siècle, le château de Lordat fut remanié au XIVe siècle. En 1582, le futur Henri IV donna l'ordre de le démanteler. De fait on ne le détruisit pas, mais on cessa de l'entretenir. Il n'en subsiste aujourd'hui que trois enceintes, une porte et un donjon rectangulaire. Ces vestiges sont classés par les Monuments historiques depuis le 18 septembre 1923[47]. C'est aujourd'hui une propriété gérée par la communauté de communes de la Haute-Ariège. Le château abrite aujourd'hui des rapaces durant l'été Le visiteur peut les découvrir dans les abris ou les volières spécialement aménagées, mais également dans le cadre d'un spectacle, qui permet de les observer en plein vol.
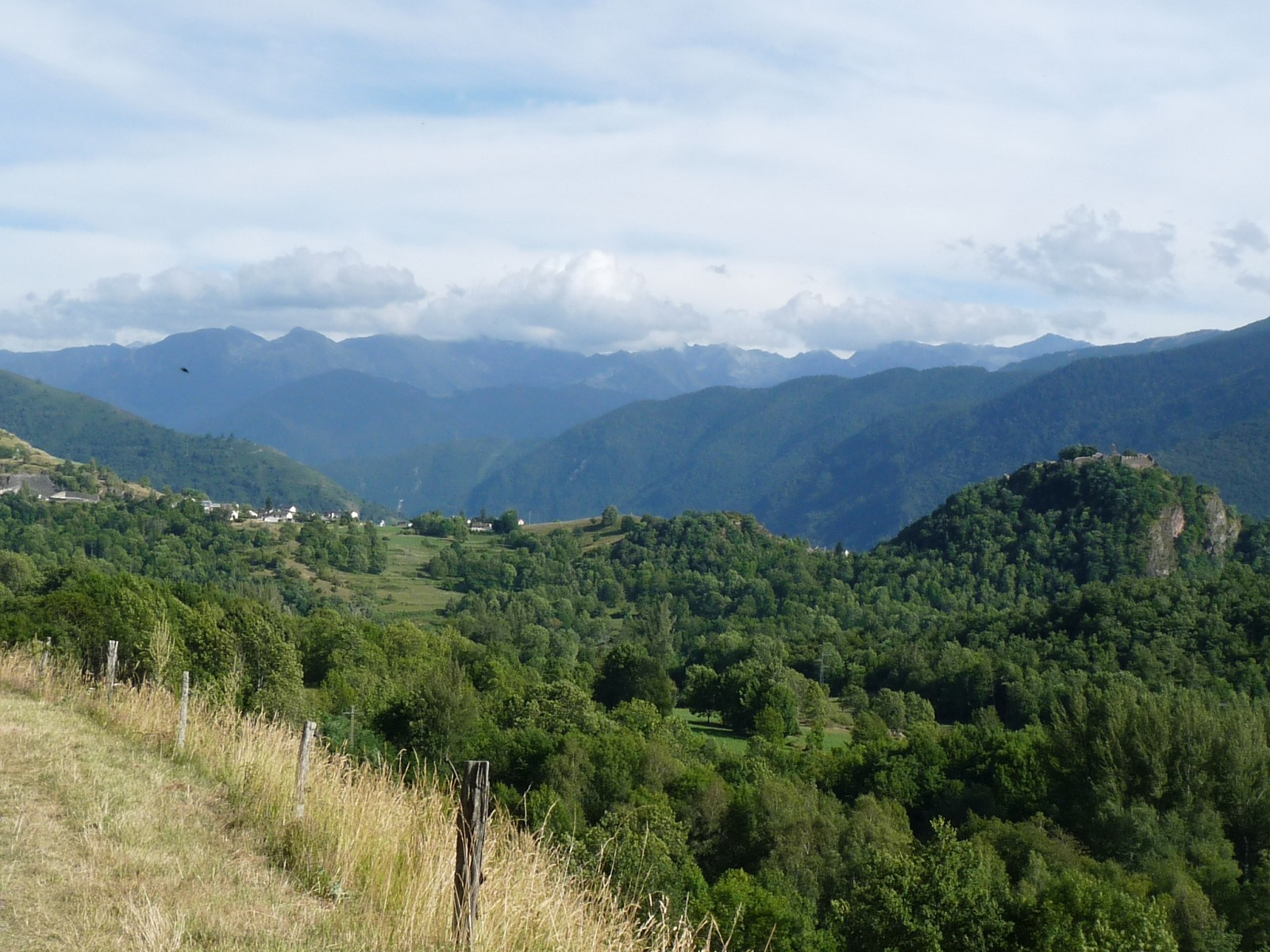
Lordat vue depuis Appy.
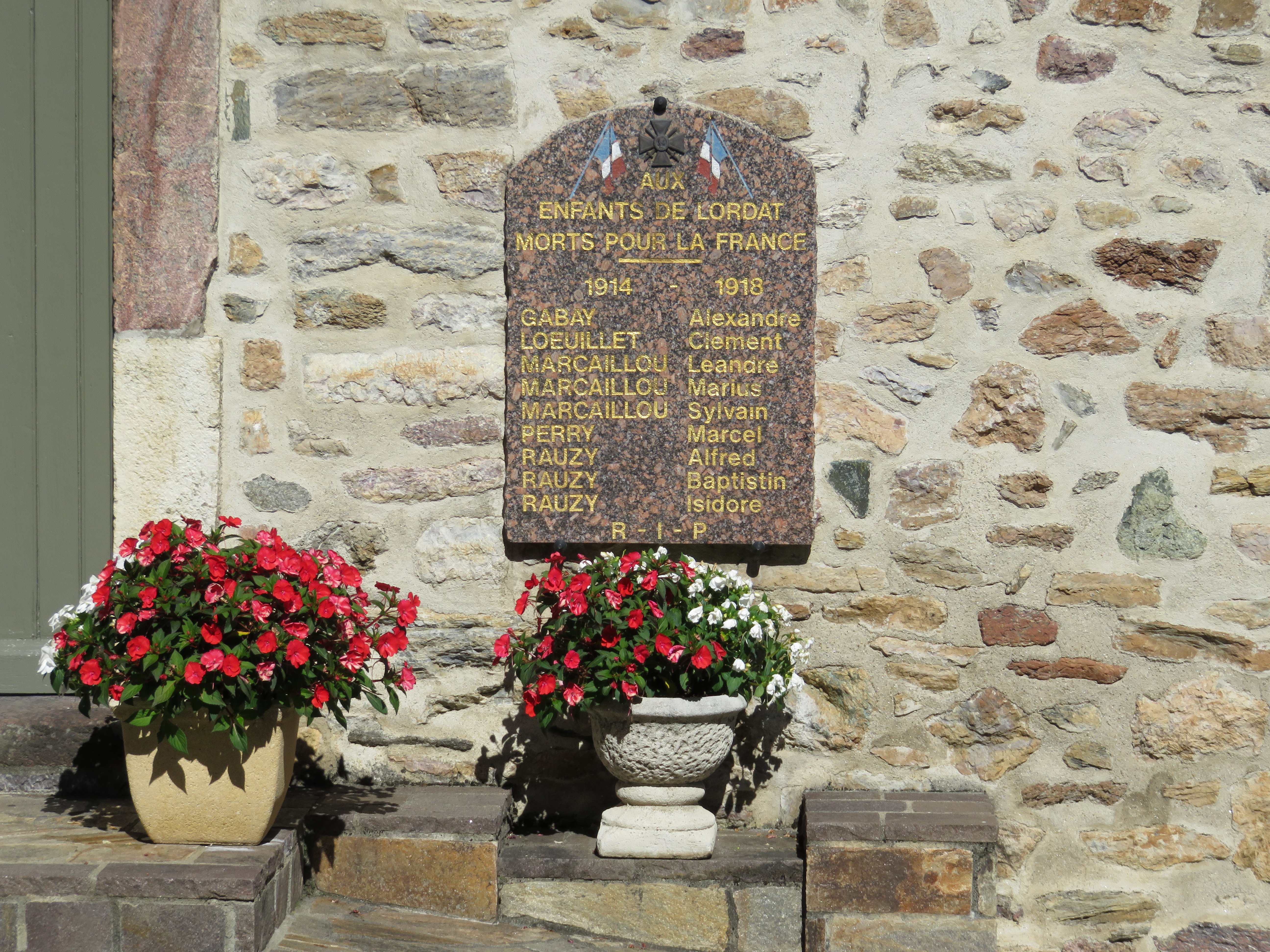
Monuments aux morts.
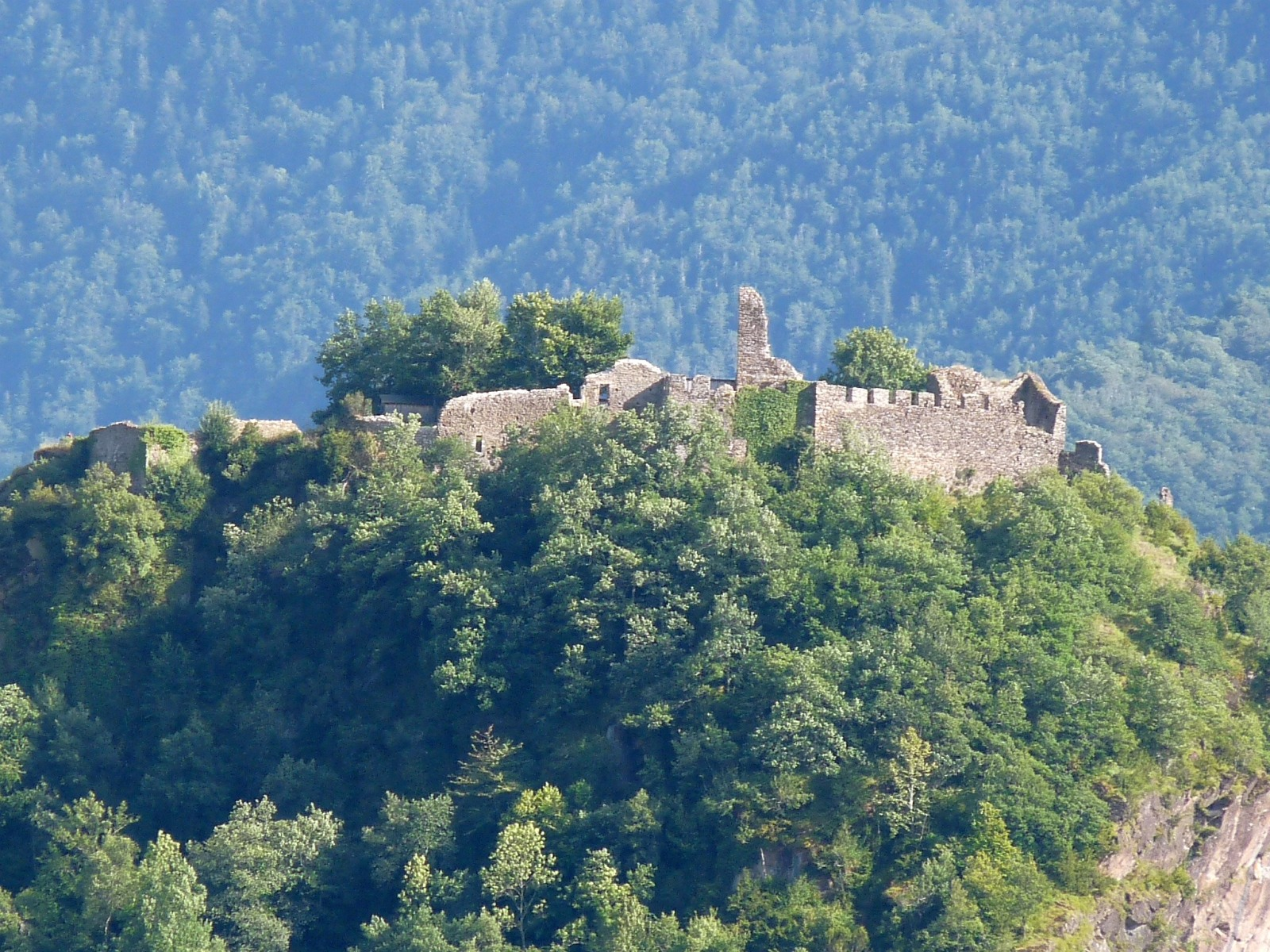
Château de Lordat, vue depuis Appy.
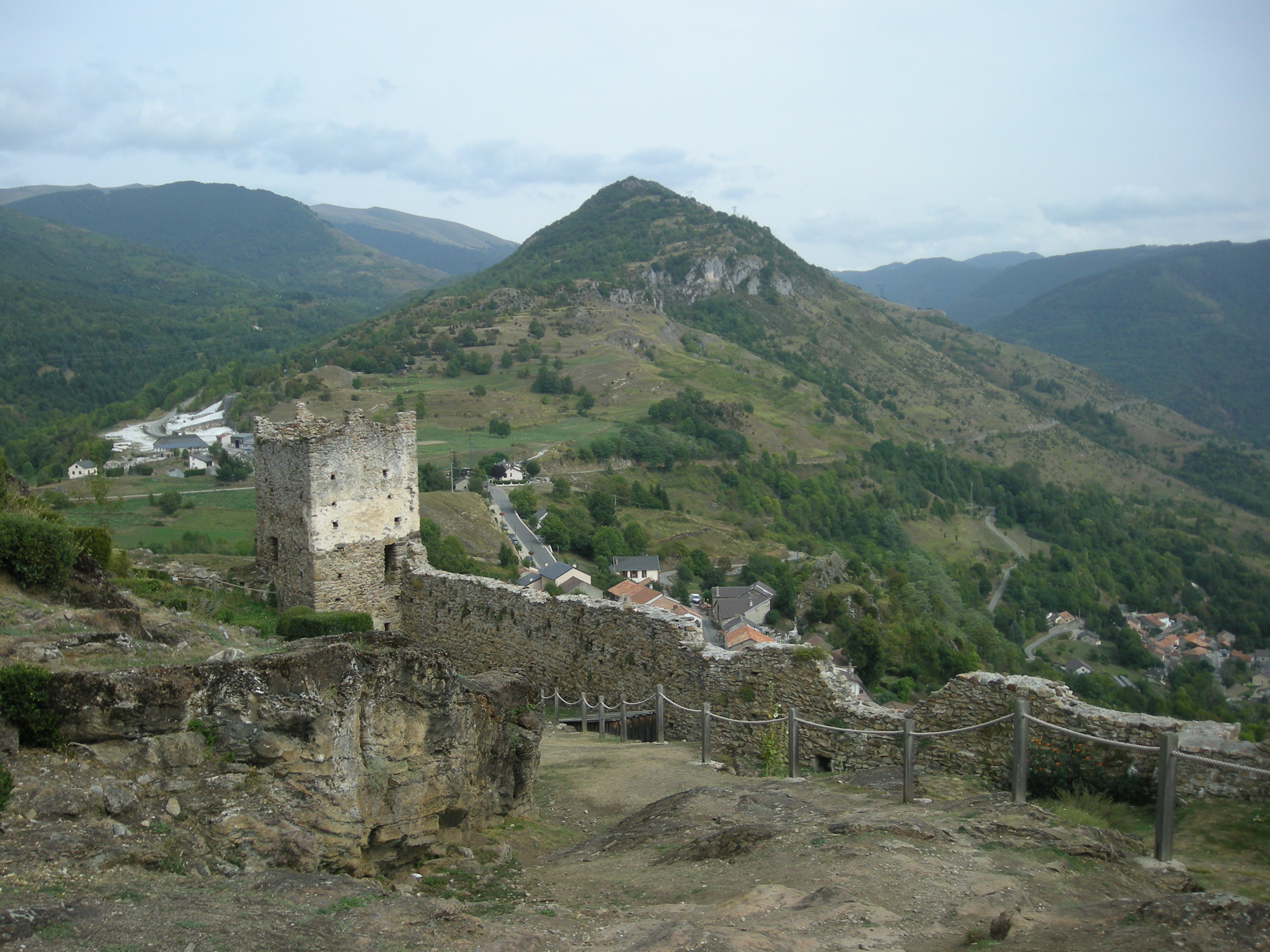
Face au pic Calmont, les ruines du château dominent le village.
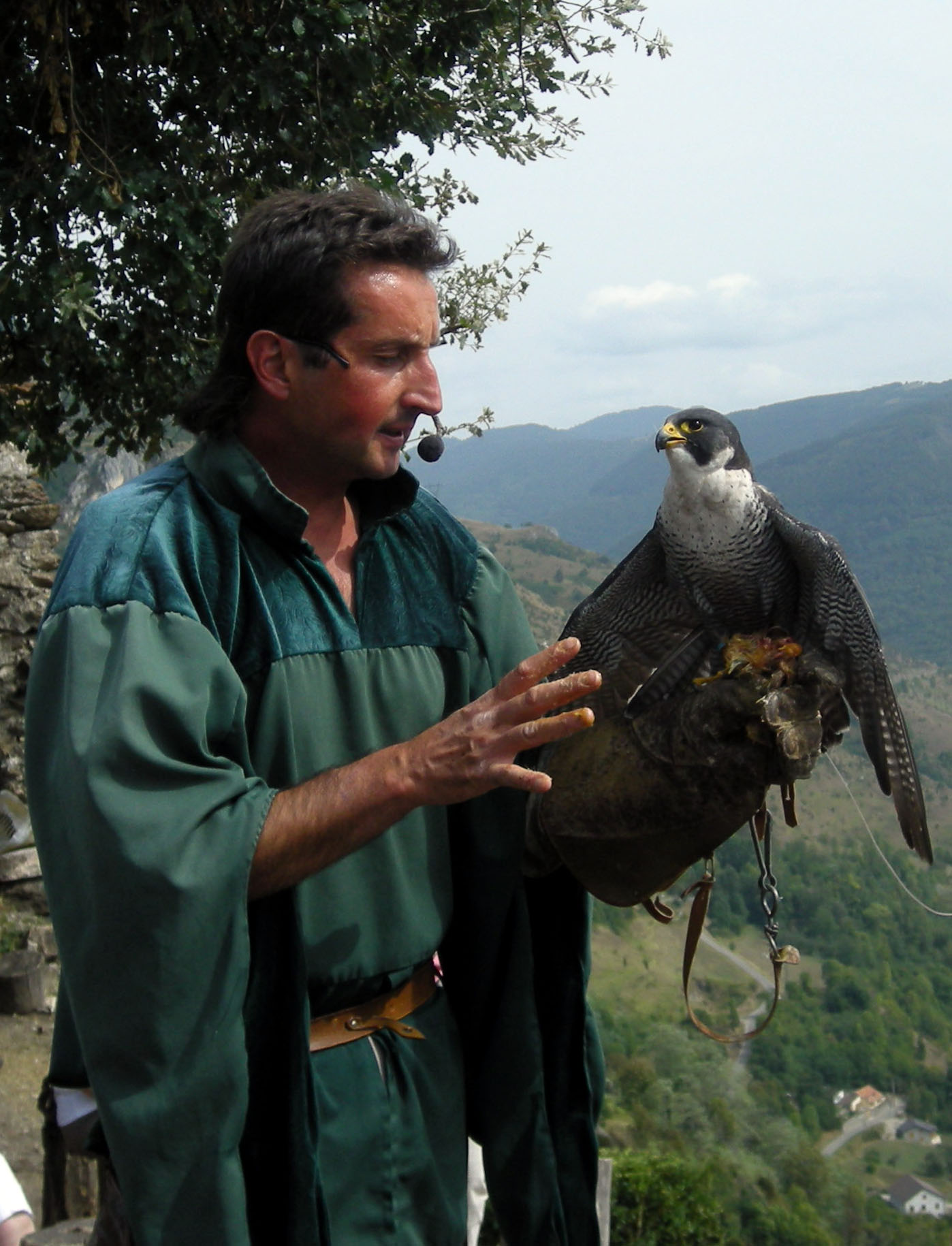
Spectacle au château : fauconnier et son faucon pèlerin.
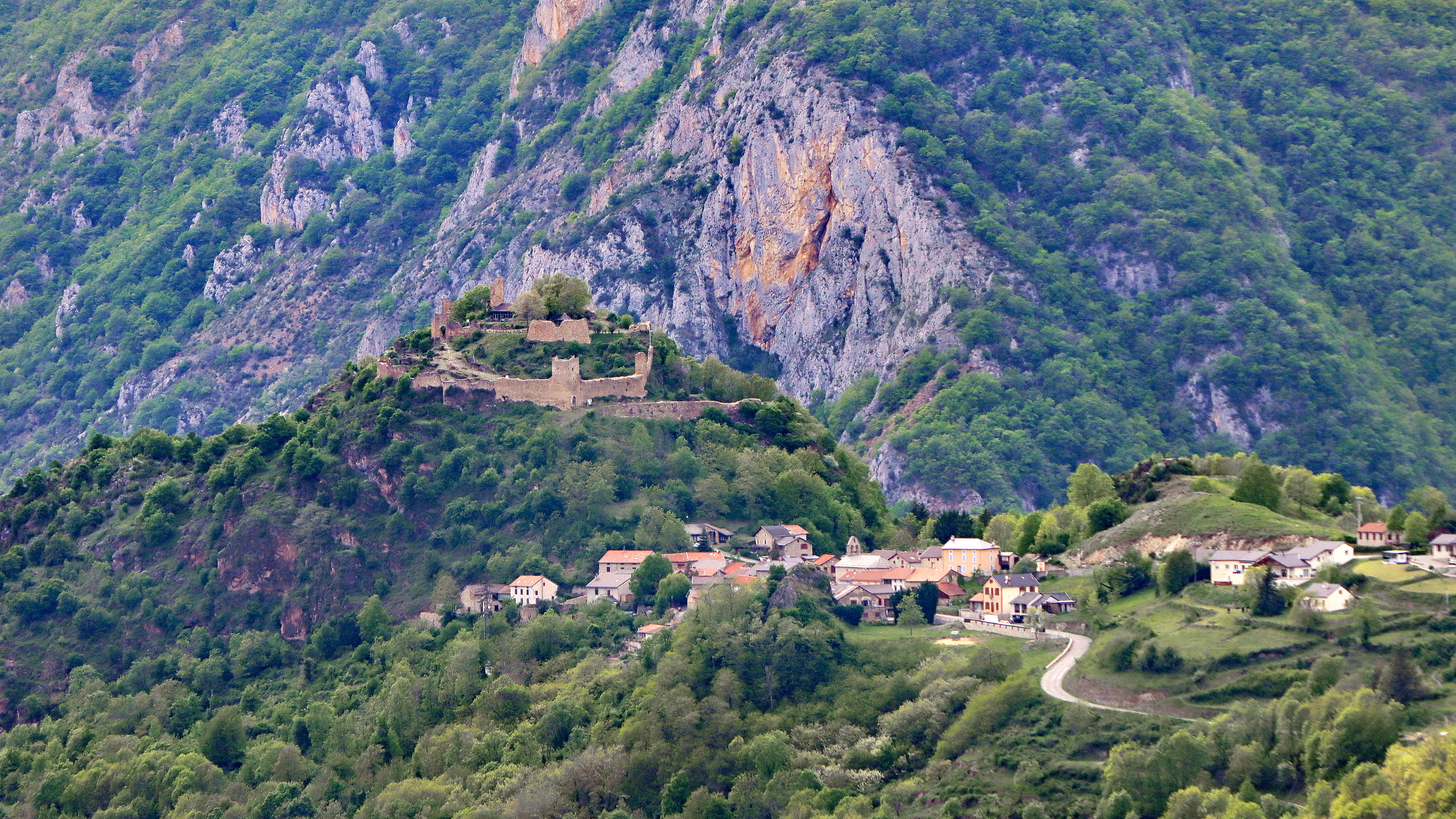
Lordat mai 2023.

- Pic de Soularac.
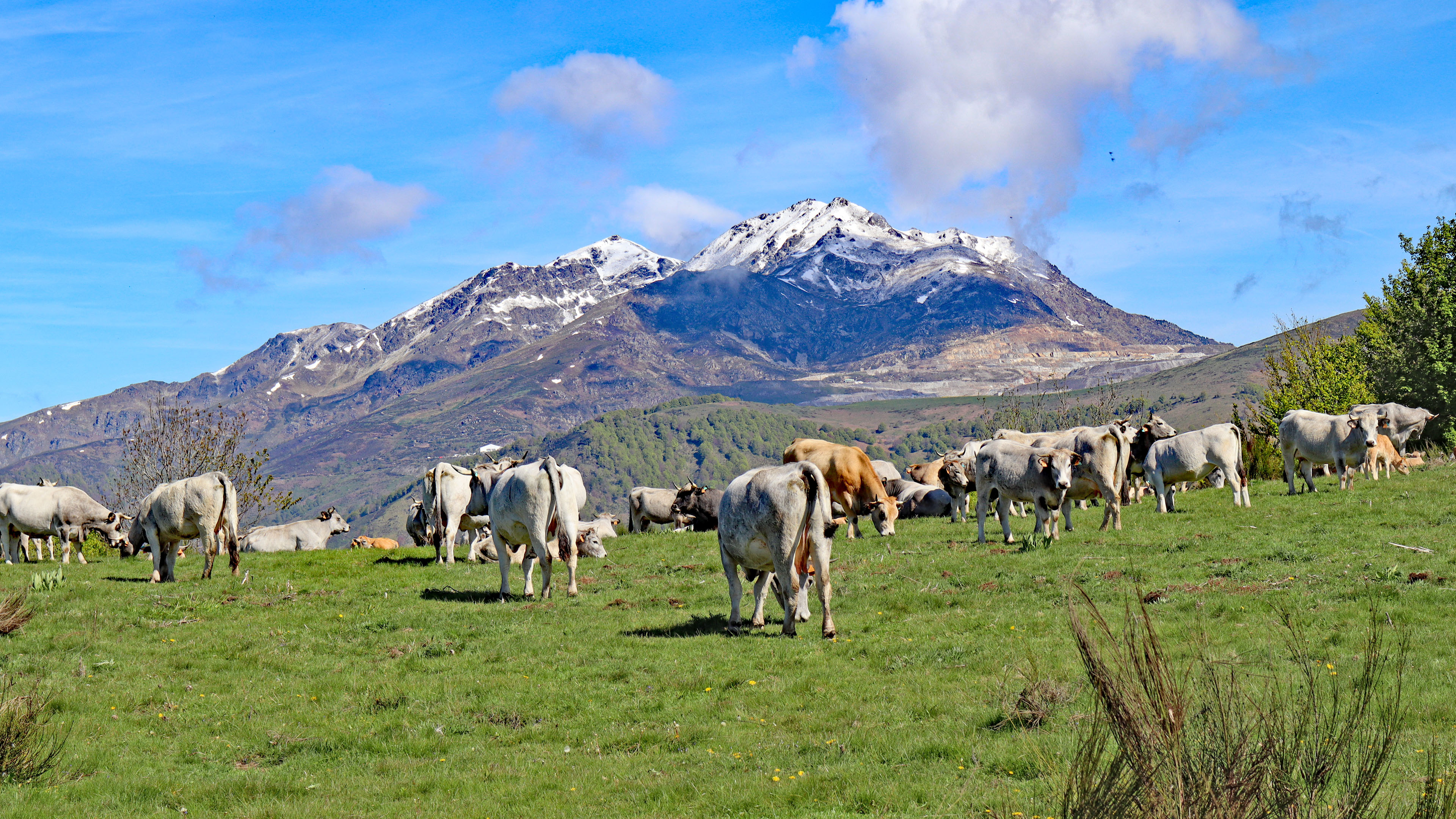
Pic de Saint-Barthélemy.
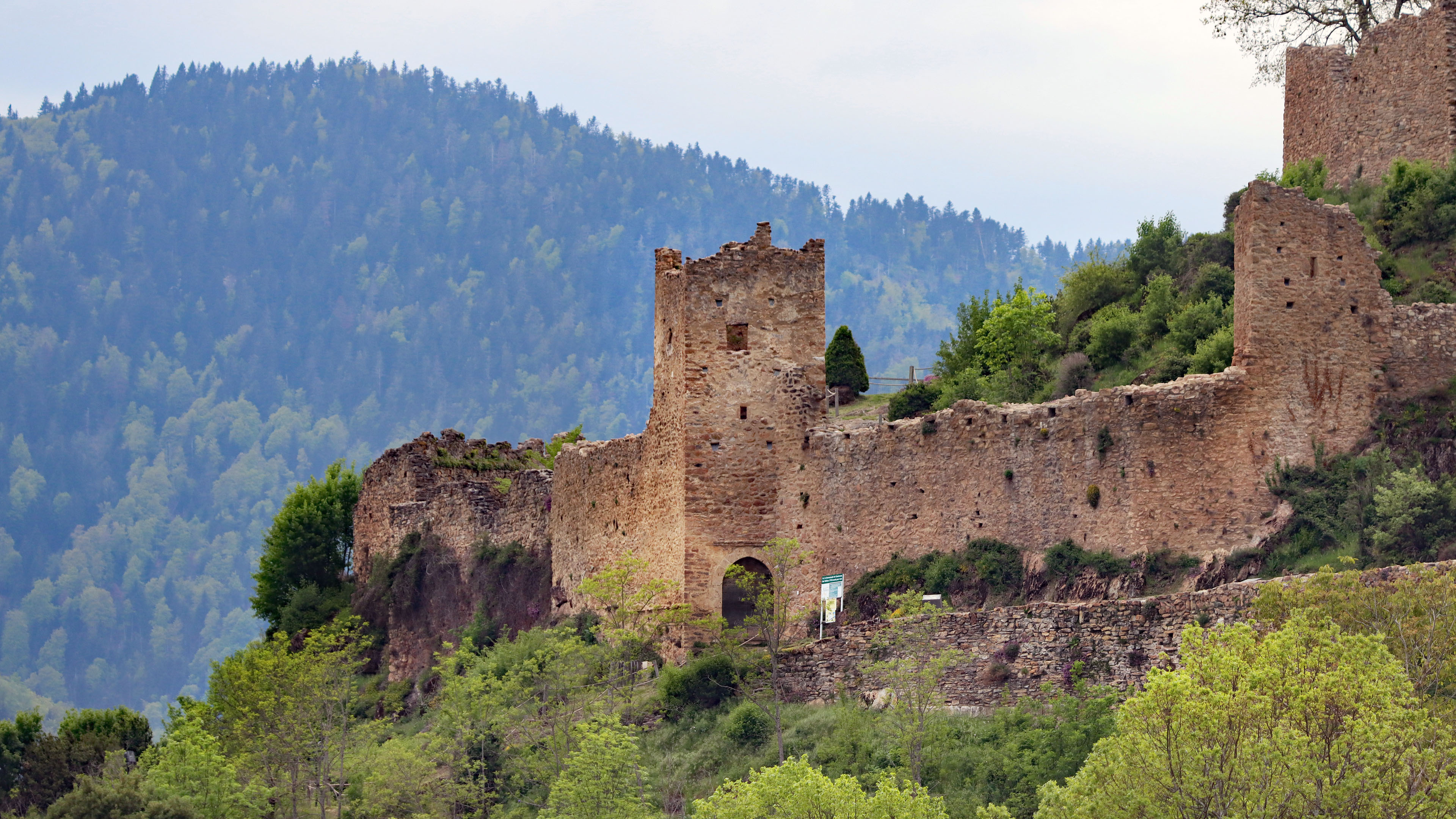
Entrée du château.

- Église Notre-Dame-de-l'Assomption.
- L'intérieur de l'église.
- Lordat vue depuis Appy.
- Monuments aux morts.
- Château de Lordat, vue depuis Appy.
- Face au pic Calmont, les ruines du château dominent le village.
- Spectacle au château : fauconnier et son faucon pèlerin.
- Lordat mai 2023.
- Pics de Soularac et Saint-Barthélemy.
- Entrée du château.

### Personnalités liées à la commune
- Sicard de Lordat, architecte du XIVe siècle au service de Gaston Fébus.

### Héraldique
| Blason | Blasonnement : D'or à la croix alésée de gueules. |

## Pour approfondir